# 西晉廣州行政區劃
孫吳舊州，太康元年（280年）平吳來屬，州治所在番禺縣（今廣東省廣州市）。範圍在今廣東省（不含北部清遠、韶關部分及雷州半島）及廣西壯族自治區（不含西北部桂林部分及南部的防城港、欽州、北海）的大部分。

## 郡級行政區
孫吳廣州領南海、蒼梧、鬱林、高涼、桂林、高興6郡，西晉平吳後，荊州始興、始安、臨賀3郡及交州合浦屬國來隸。太康年間廢高興郡，永嘉元年（307年）始興、始安、臨賀3郡移屬湘州。西晉末領6郡。
南海郡
孫吳舊郡，郡治番禺縣（今廣東省廣州市），領番禺、四會、增城、博羅、龍川、揭陽、平夷7縣。晉平吳後廢揭陽縣。西晉末領番禺、四會、增城、博羅、龍川、平夷6縣。
蒼梧郡
孫吳舊郡，郡治廣信縣（今廣西壯族自治區梧州市），領廣信、端溪、高要、建陵、新寧（280年改名寧新）、猛陵、鄣平、豐城、臨允9縣。增置都羅（280年置）、武城（280年置）、元溪（280年置）、丁留（286年置）4縣。西晉末領13縣。
鬱林郡
孫吳舊郡，郡治陰平縣（今廣西壯族自治區貴港市），領布山、阿林、安廣、臨浦（280年改名領方）、陰平（280年改名鬱平）、新邑、建始（280年改名安始）、長平（280年改名晉平）、廣鬱、懷安10縣。晉平吳後廢廣鬱、懷安2縣，桂林郡武安縣來隸（同時改名武熙），增置安遠縣（285年置）。西晉末領鬱平、布山、阿林、新邑、晉平、安始、領方、安廣、武熙、安遠10縣。
桂林郡
孫吳舊郡，郡治武安縣（今廣西壯族自治區象州縣西），領武安、潭中、中留、桂林、武豐、粟平、軍騰7縣。晉平吳後武安縣移屬鬱林郡，郡治移往潭中縣（今廣西壯族自治區柳州市東南），廢中留、桂林縣，增置洋平（280年置）、龍剛（280年置）、夾陽（280年置）3縣。西晉末領潭中、武豐、粟平、軍騰、洋平、龍剛、夾陽7縣。
高涼郡
孫吳舊郡，郡治安寧縣（今廣東省陽江市西），領安寧、高涼、思平3縣。太康年間（280-289）高興郡廣化、海安、化平、莫陽、西平5縣來隸。西晉末領8縣。
寧浦郡
本合浦北部都尉，晉平吳後改置合浦屬國，太康七年（286年）改為寧浦郡。郡治昌平縣（今廣西壯族自治區橫縣南），領昌平（280年改名寧浦）、平山、興道（280年置）、吳安（280年置）、始定（280年分平山置）、澗陽（286年分寧浦置）6縣。西晉末領縣同前。
高興郡（廢除）
孫吳舊郡，郡治廣化縣（今廣東省陽江市西），領廣化、海寧（280年改名海安）、化平、莫陽、西平5縣。太康年間（280-289）廢高興郡併入高涼郡。

## 縣級行政區
| 廣州（州治：番禺縣）                                                                            |        |        |                                      |                                   |                                           |
| 說明：本表為西晉建興四年（316年）廣州各郡所轄的縣份；以深灰色表示者，為曾經建置，後來廢除的縣份 |        |        |                                      |                                   |                                           |
| 郡名 （縣數）                                                                                   | 郡治   | 縣名   | 今地位置(2012年12月)                 | 隸屬郡國                          | 備注                                      |
| 南海郡 （6）                                                                                    | 番禺縣 | 番禺縣 | 今廣東省廣州市                       | 南海郡(280-316)                   |                                           |
| 南海郡 （6）                                                                                    | 番禺縣 | 四會縣 | 今廣東省四會市城區                   | 南海郡(280-316)                   |                                           |
| 南海郡 （6）                                                                                    | 番禺縣 | 增城縣 | 今廣東省增城市東北                   | 南海郡(280-316)                   |                                           |
| 南海郡 （6）                                                                                    | 番禺縣 | 博羅縣 | 今廣東省博羅縣                       | 南海郡(280-316)                   |                                           |
| 南海郡 （6）                                                                                    | 番禺縣 | 龍川縣 | 今廣東省龍川縣西                     | 南海郡(280-316)                   |                                           |
| 南海郡 （6）                                                                                    | 番禺縣 | 平夷縣 | 今廣東省江門市新會區西司前鎮         | 南海郡(280-316)                   |                                           |
| 南海郡 （6）                                                                                    | 番禺縣 | 揭陽縣 | 今廣東省揭陽市西北                   | 南海郡(280)                       | 晉平吳後廢縣。                            |
| 蒼梧郡 （13）                                                                                   | 廣信縣 | 廣信縣 | 今廣西壯族自治區梧州市               | 蒼梧郡(280-316)                   |                                           |
| 蒼梧郡 （13）                                                                                   | 廣信縣 | 端溪縣 | 今廣東省德慶縣城區                   | 蒼梧郡(280-316)                   |                                           |
| 蒼梧郡 （13）                                                                                   | 廣信縣 | 高要縣 | 今廣東省肇慶市                       | 蒼梧郡(280-316)                   |                                           |
| 蒼梧郡 （13）                                                                                   | 廣信縣 | 建陵縣 | 今廣西壯族自治區荔浦縣西南           | 蒼梧郡(280-316)                   |                                           |
| 蒼梧郡 （13）                                                                                   | 廣信縣 | 寧新縣 | 今廣西壯族自治區梧州市南蒼梧縣境     | 蒼梧郡(280-316)                   | 孫吳名新寧縣，晉平吳改名寧新縣。          |
| 蒼梧郡 （13）                                                                                   | 廣信縣 | 猛陵縣 | 今廣西壯族自治區蒼梧縣西北、潯江北岸 | 蒼梧郡(280-316)                   |                                           |
| 蒼梧郡 （13）                                                                                   | 廣信縣 | 鄣平縣 | 地望不詳                             | 蒼梧郡(280-316)                   |                                           |
| 蒼梧郡 （13）                                                                                   | 廣信縣 | 豐城縣 | 地望不詳                             | 蒼梧郡(280-316)                   |                                           |
| 蒼梧郡 （13）                                                                                   | 廣信縣 | 臨允縣 | 今廣東省新興縣南                     | 蒼梧郡(280-316)                   |                                           |
| 蒼梧郡 （13）                                                                                   | 廣信縣 | 都羅縣 | 地望不詳                             | 蒼梧郡(280-316)                   | 晉平吳後分建陵縣置縣。                    |
| 蒼梧郡 （13）                                                                                   | 廣信縣 | 武城縣 | 今廣西壯族自治區平南縣東             | 蒼梧郡(280-316)                   | 晉平吳後分建陵縣置縣。                    |
| 蒼梧郡 （13）                                                                                   | 廣信縣 | 元溪縣 | 今廣東省肇慶市西                     | 蒼梧郡(280-316)                   | 晉平吳後置縣。                            |
| 蒼梧郡 （13）                                                                                   | 廣信縣 | 丁留縣 | 地望不詳                             | 蒼梧郡(286-316)                   | 太康七年（286年）以蒼梧郡蠻夷賓服而置縣。 |
| 鬱林郡 （10）                                                                                   | 鬱平縣 | 鬱平縣 | 今廣西壯族自治區貴港市               | 鬱林郡(280-316)                   | 孫吳名陰平縣，晉平吳改名鬱平縣。          |
| 鬱林郡 （10）                                                                                   | 鬱平縣 | 布山縣 | 今廣西壯族自治區桂平市西南           | 鬱林郡(280-316)                   |                                           |
| 鬱林郡 （10）                                                                                   | 鬱平縣 | 阿林縣 | 今廣西壯族自治區桂平市東南           | 鬱林郡(280-316)                   |                                           |
| 鬱林郡 （10）                                                                                   | 鬱平縣 | 新邑縣 | 地望不詳                             | 鬱林郡(280-316)                   |                                           |
| 鬱林郡 （10）                                                                                   | 鬱平縣 | 晉平縣 | 地望不詳                             | 鬱林郡(280-316)                   | 孫吳名長平縣，晉平吳改名晉平縣。          |
| 鬱林郡 （10）                                                                                   | 鬱平縣 | 安始縣 | 地望不詳                             | 鬱林郡(280-316)                   | 孫吳名建始縣，晉平吳改名安始縣。          |
| 鬱林郡 （10）                                                                                   | 鬱平縣 | 領方縣 | 今廣西壯族自治區賓陽縣西南           | 鬱林郡(280-316)                   | 孫吳名臨浦縣，晉平吳改名領方縣。          |
| 鬱林郡 （10）                                                                                   | 鬱平縣 | 安廣縣 | 今廣西壯族自治區橫縣西北             | 鬱林郡(280-316)                   |                                           |
| 鬱林郡 （10）                                                                                   | 鬱平縣 | 武熙縣 | 今廣西壯族自治區象州縣西             | 桂林郡(280)→鬱林郡(280-316)       | 孫吳名武安縣，晉平吳改名武熙縣。          |
| 鬱林郡 （10）                                                                                   | 鬱平縣 | 安遠縣 | 地望不詳                             | 鬱林郡(285-316)                   | 太康六年（285年）置縣。                   |
| 鬱林郡 （10）                                                                                   | 鬱平縣 | 廣鬱縣 | 今廣西壯族自治區凌雲縣東南           | 鬱林郡(280)                       | 晉平吳後廢縣。                            |
| 鬱林郡 （10）                                                                                   | 鬱平縣 | 懷安縣 | 今廣西壯族自治區貴港市南             | 鬱林郡(280)                       | 晉平吳後廢縣。                            |
| 桂林郡 （7）                                                                                    | 潭中縣 | 潭中縣 | 今廣西壯族自治區柳州市東南           | 桂林郡(280-316)                   |                                           |
| 桂林郡 （7）                                                                                    | 潭中縣 | 武豐縣 | 地望不詳                             | 桂林郡(280-316)                   |                                           |
| 桂林郡 （7）                                                                                    | 潭中縣 | 粟平縣 | 地望不詳                             | 桂林郡(280-316)                   |                                           |
| 桂林郡 （7）                                                                                    | 潭中縣 | 軍騰縣 | 地望不詳                             | 桂林郡(280-316)                   |                                           |
| 桂林郡 （7）                                                                                    | 潭中縣 | 洋平縣 | 地望不詳                             | 桂林郡(280-316)                   | 晉平吳後置縣。                            |
| 桂林郡 （7）                                                                                    | 潭中縣 | 龍剛縣 | 今廣西壯族自治區宜山縣               | 桂林郡(280-316)                   | 晉平吳後置縣。                            |
| 桂林郡 （7）                                                                                    | 潭中縣 | 夾陽縣 | 地望不詳                             | 桂林郡(280-316)                   | 晉平吳後置縣。                            |
| 桂林郡 （7）                                                                                    | 潭中縣 | 中留縣 | 今廣西壯族自治區武宣縣東南           | 桂林郡(280)                       | 晉平吳後廢縣。                            |
| 桂林郡 （7）                                                                                    | 潭中縣 | 桂林縣 | 今廣西壯族自治區象州縣東南           | 桂林郡(280)                       | 晉平吳後廢縣。                            |
| 高涼郡 （8）                                                                                    | 安寧縣 | 安寧縣 | 今廣東省陽江市西                     | 高涼郡(280-316)                   |                                           |
| 高涼郡 （8）                                                                                    | 安寧縣 | 高涼縣 | 今廣東省陽江市北                     | 高涼郡(280-316)                   |                                           |
| 高涼郡 （8）                                                                                    | 安寧縣 | 思平縣 | 今廣東省恩平市北                     | 高涼郡(280-316)                   |                                           |
| 高涼郡 （8）                                                                                    | 安寧縣 | 廣化縣 | 今廣東省陽江市西                     | 高興郡(280-283?)→高涼郡(283?-316) |                                           |
| 高涼郡 （8）                                                                                    | 安寧縣 | 海安縣 | 今廣東省台山市西南及恩平市部分地區   | 高興郡(280-283?)→高涼郡(283?-316) | 孫吳時名海寧縣，晉平吳後改名海安縣。      |
| 高涼郡 （8）                                                                                    | 安寧縣 | 化平縣 | 今廣東省化州市                       | 高興郡(280-283?)→高涼郡(283?-316) |                                           |
| 高涼郡 （8）                                                                                    | 安寧縣 | 莫陽縣 | 今廣東省陽春市西                     | 高興郡(280-283?)→高涼郡(283?-316) |                                           |
| 高涼郡 （8）                                                                                    | 安寧縣 | 西平縣 | 今廣東省陽江市西北                   | 高興郡(280-283?)→高涼郡(283?-316) |                                           |
| 寧浦郡 （6）                                                                                    | 寧浦縣 | 寧浦縣 | 今廣西壯族自治區橫縣南               | 寧浦郡(280-316，合浦屬國280-286)  | 孫吳時名昌平縣，晉平吳後改名寧浦縣。      |
| 寧浦郡 （6）                                                                                    | 寧浦縣 | 平山縣 | 今廣西壯族自治區橫縣北               | 寧浦郡(280-316，合浦屬國280-286)  |                                           |
| 寧浦郡 （6）                                                                                    | 寧浦縣 | 興道縣 | 今廣西壯族自治區橫縣東南             | 寧浦郡(280-316，合浦屬國280-286)  | 吳末時已廢縣，晉太康元年（280年）復置縣。 |
| 寧浦郡 （6）                                                                                    | 寧浦縣 | 吳安縣 | 今廣西壯族自治區橫縣西               | 寧浦郡(280-316，合浦屬國280-286)  | 晉平吳後置縣。                            |
| 寧浦郡 （6）                                                                                    | 寧浦縣 | 始定縣 | 地望不詳                             | 寧浦郡(280-316，合浦屬國280-286)  | 晉平吳後分平山縣置縣。                    |
| 寧浦郡 （6）                                                                                    | 寧浦縣 | 澗陽縣 | 今廣西壯族自治區橫縣西南             | 寧浦郡(286-316)                   | 西晉太康七年（286年）分寧浦縣置縣。       |

## 出處
1. ↑  《大清一統志》卷447〈肇慶府〉：建安二十五年，孫權置高涼郡，又分高涼置安寧縣為郡治，晉因之。
2. ↑  《宋書》卷38〈州郡志四〉：「寧浦太守，《晉太康地志》，武帝太康七年改合浦屬國都尉立。」
3. ↑  《晉書》卷15〈地理志下〉：「武帝後省高興郡。」
4. ↑  《宋書》卷37〈州郡志三·臨慶內史〉：「寧新令：二漢無，當是吳所立，屬蒼梧。」卷38〈州郡志四·蒼梧太守〉：「晉武帝太康元年，改新寧曰寧新。」
5. 1 2  《宋書》卷38〈州郡志四·晉康太守〉：「都城令，何志晉初分建陵立，今無建陵縣。按《太康地志》唯有都羅、武城縣。」
6. ↑  《宋書》卷38〈州郡志四·晉康太守〉：「元溪令，《晉太康地志》屬蒼梧。」
7. ↑  《宋書》卷38〈州郡志四·蒼梧太守〉：「丁留令，晉武帝太康七年，以蒼梧蠻夷賓服立，囗作丁溜。」
8. ↑  《宋書》卷38〈州郡志四·鬱林太守〉：「鬱平令，吳立曰陰平，晉武太康元年更名。」
9. ↑  《宋書》卷38〈州郡志四·鬱林太守〉：「晉平令，吳立曰長平，晉武帝太康元年更名。」
10. ↑  《宋書》卷38〈州郡志四·鬱林太守〉：「安始令，吳立曰建始，晉武帝太康元年更名。」
11. ↑  《宋書》卷38〈州郡志四·鬱林太守〉：「領方令，漢舊縣，吳改曰臨浦，晉武復舊。」
12. ↑  《宋書》卷38〈州郡志四·桂林太守〉：「武熙令，本曰武安，應是吳立，晉武帝太康元年更名。故屬鬱林。」
13. ↑  《宋書》卷38〈州郡志四·桂林太守〉：「安遠令，晉武帝太康六年立，屬鬱林。」
14. ↑  《宋書》卷38〈州郡志四·鬱林太守〉：「懷安令，何志吳改，未知先何名。《吳錄》地理無懷安縣名。《太康地志》無。」
15. ↑  《宋書》卷38〈州郡志四·桂林太守〉：「陽平令，《永初郡國》、何、徐並有。何云新置。按晉武帝太康元年，立桂林之洋平縣，疑是。」
16. ↑  《宋書》卷38〈州郡志四·桂林太守〉：「龍定令，晉武帝太康元年立桂林之龍岡，疑是。《永初郡國》、何、徐並云龍定。」
17. ↑  《宋書》卷38〈州郡志四·桂林太守〉：「夾陽，晉武帝太康元年分龍岡立。」
18. ↑  《宋書》卷38〈州郡志四·鬱林太守〉：「中溜令，漢舊縣，屬鬱林，《晉太康地志》無。」
19. ↑  《宋書》卷38〈州郡志四·寧浦太守〉：「海安男相：吳曰海寧，晉武改名。《太康地志》屬高興。」
20. ↑  《宋書》卷38〈州郡志四·寧浦太守〉：「寧浦令，《晉太康地記》本名昌平，武帝太康元年更名。《吳錄》有此縣，未詳。」
21. ↑  《宋書》卷38〈州郡志四·寧浦太守〉：「吳安令，《吳錄》無。」
22. ↑  《宋書》卷38〈州郡志四·寧浦太守〉：「始定令，《晉太康地記》有，《永初郡國》無。」「又云晉分平山為始定，寧浦為澗陽。」
23. ↑  《宋書》卷38〈州郡志四·寧浦太守〉：「澗陽令，晉武帝太康七年立。」「又云晉分平山為始定，寧浦為澗陽。」

### 書籍
- 吳增僅，《三國郡縣表》，上海：開明書局，1937
- 李錫甫，《漢晉城陽郡沿革考》，國立編譯館館刊第6卷第一期，1977
- 劉琳，《華陽國志校注》，成都：巴蜀書社，1984
- 李曉杰，《東漢政區地理》，北京：人民出版社，1987
- 胡阿祥，《六朝疆域與政區研究》（增訂本），北京：學苑出版社，2005
- 錢儀吉、楊晨，《三國會要》，上海：上海古籍出版社，2006
- 陳健梅，《孫吳政區地理研究》，長沙：岳麓書社，2007
- 孔祥軍，《三國政區地理研究》，南京：南京大學歷史系，2007
- 任乃強，《華陽國志校補圖注》，上海：上海古籍出版社，2009
- 孔祥軍，《晉書地理志校注》，北京：新世界出版社，2012
- 胡阿祥、孔祥軍、徐成合著，《中國行政區劃通史·三國兩晉南朝卷》，上海：復旦大學出版社，2014
- 范曄，《後漢書》，維基文庫
- 房玄齡，《晉書》，維基文庫
- 沈約，《宋書》，維基文庫
- 魏收，《魏書》，維基文庫
- 李吉甫，《元和郡縣圖志》，維基文庫
- 樂史，《太平寰宇記》，維基文庫
- 歐陽忞，《輿地廣記》，維基文庫
- 酈道元，《水經注》，維基文庫